# Gommenec'h
Gommenec'h (tiếng Breton: Gouanac'h) là một commune in the Côtes-d'Armor department in Bretagne in west of Pháp.